# Saint-Thurial
Ne doit pas être confondu avec Saint-Thuriau ou Saint-Thurien.

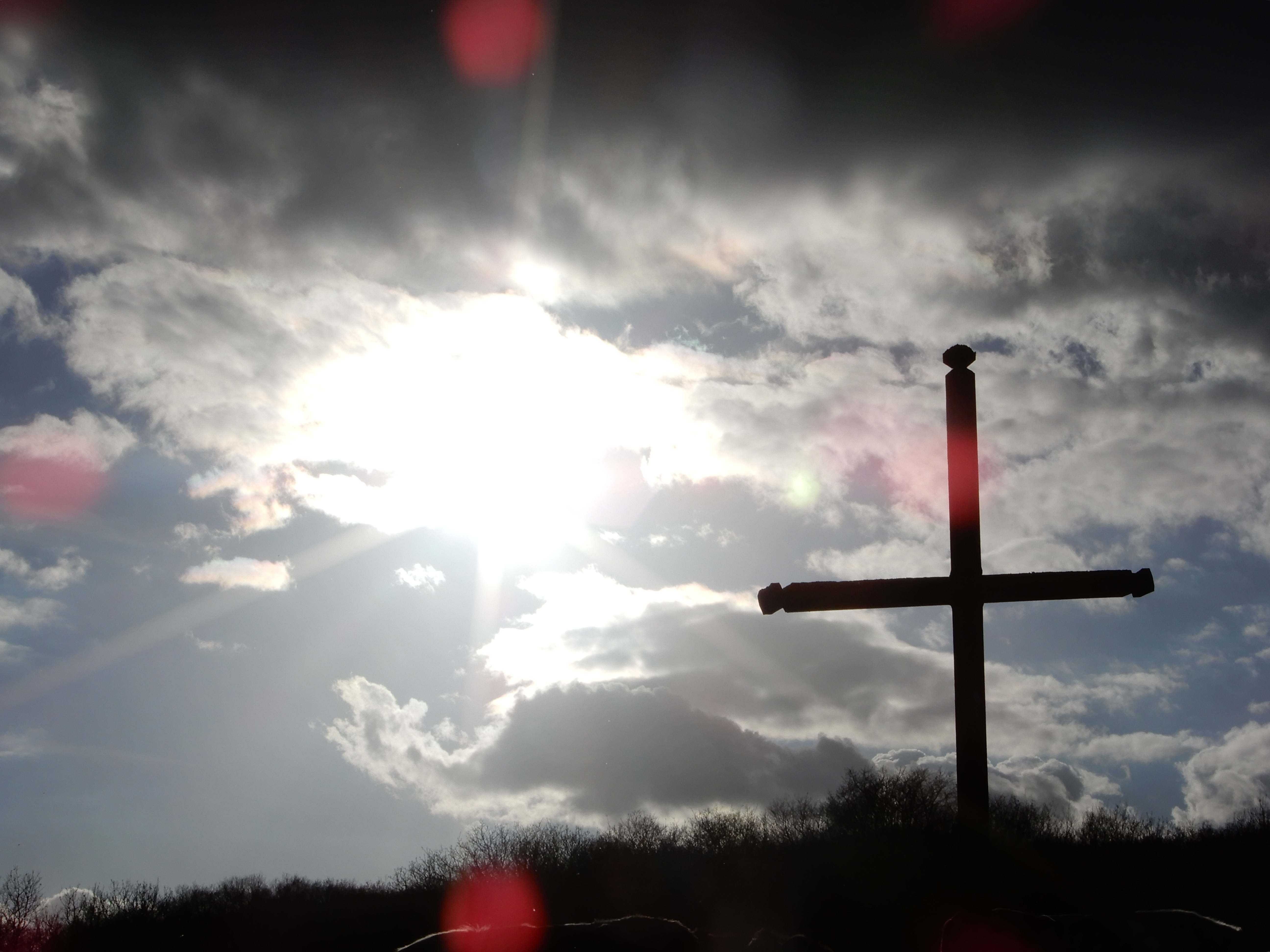
Saint-Thurial - Balade en campagne

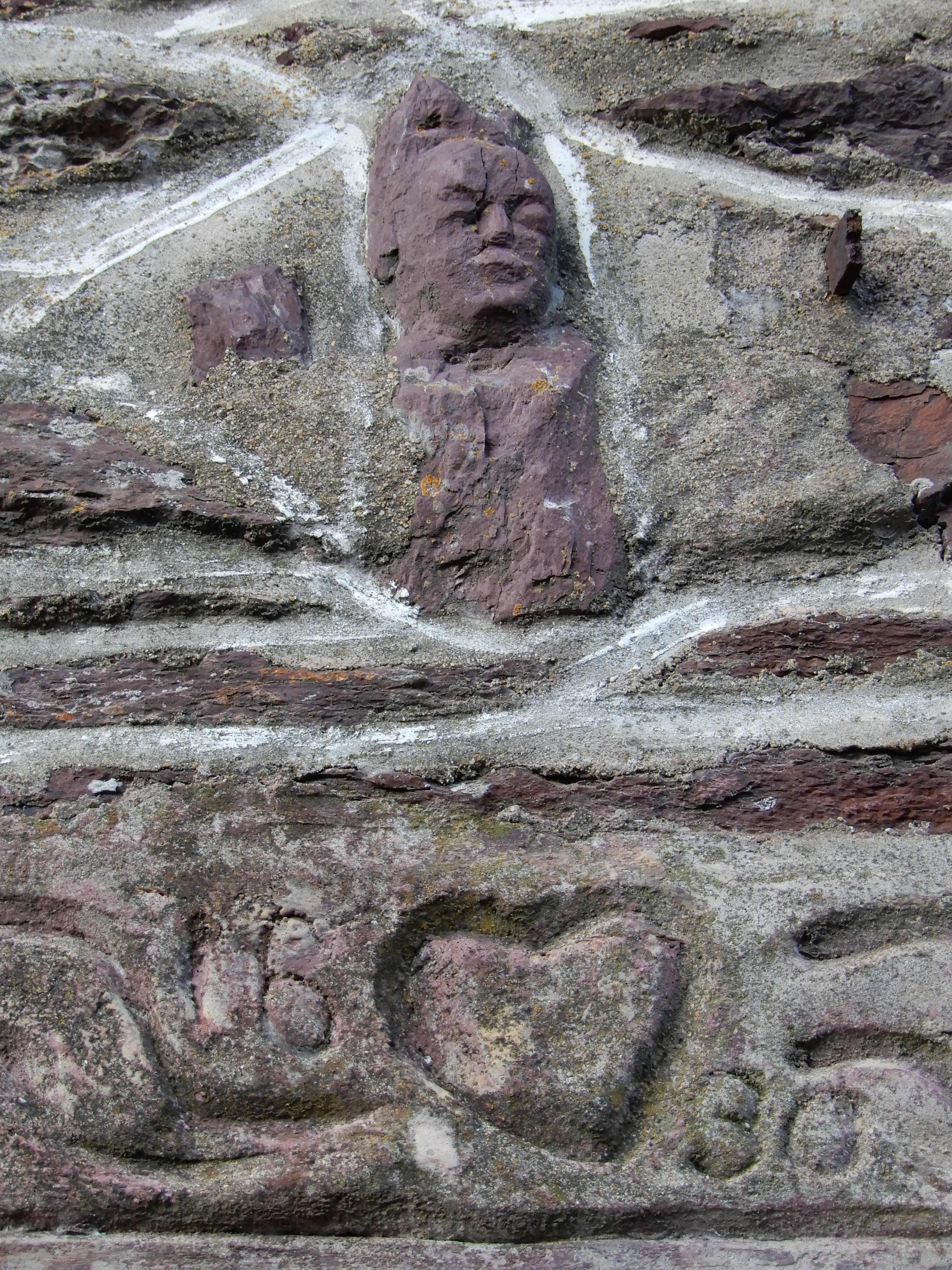
Saint-Thurial - Sur le mur

Saint-Thurial est une commune française située dans le département d'Ille-et-Vilaine en région Bretagne. Elle fait aussi partie de la communauté de communes de Brocéliande, et du Pays de Brocéliande, territoire célèbre pour sa forêt, ses légendes et ses paysages mais surtout son « rocher ». Entre deux vallées, est situé le bourg de la commune, avec une architecture typique de la région, en pierre de schiste violet.

## Géographie

### Localisation
La commune de Saint-Thurial est située à 29 km du centre de Rennes.
Saint-Thurial est limitrophe avec les communes de Bréal-sous-Montfort à l'ouest, Le Verger et Monterfil au nord, Treffendel et Maxent à l'est et Baulon et Goven au sud. Cependant, la commune est limitrophe de Goven sur 40 mètres seulement. Traditionnellement, la commune fait partie du Pays pourpre.

### Géologie et relief
Le territoire de Saint-Thurial est caractérisé par l'omniprésence de la pierre de schiste avec cependant, la présence de grès armoricain au sud. Une vallée, la vallée de La Chèze, coupe le plateau en deux d'ouest en est. Le relief est très différent selon les endroits, d'un coup la pente sera douce et parfois le relief sera brut, formant ainsi les contreforts du four à chaux.
Une deuxième vallée est présente sur la commune, celle-ci moins visible et plus préservée. C'est la vallée du Rohuel qui sert de frontière entre Saint-Thurial et Le Verger. Cette vallée, très encaissée et profonde, se situe derrière le village de Cossinade, le plus gros village de la commune. Tantôt des pentes douces puis des affleurements rocheux abrupts, il y a une diversité de milieux dans cette vallée. Landes, bois, prairies, roches sont autant de milieux qu'il est possible d'apercevoir.

### Hydrographie

#### Réseau hydrographique
Pour un article plus général, voir Réseau hydrographique d'Ille-et-Vilaine.
La commune est située dans le bassin Loire-Bretagne. Elle est drainée par la Chèze, le Rohuel, le ruisseau de David et le ruisseau de la Crublais,,.
La Chèze, d'une longueur de 24 km, prend sa source dans la commune de Plélan-le-Grand et se jette  dans le Meu au niveau du Verger, après avoir traversé six communes. 

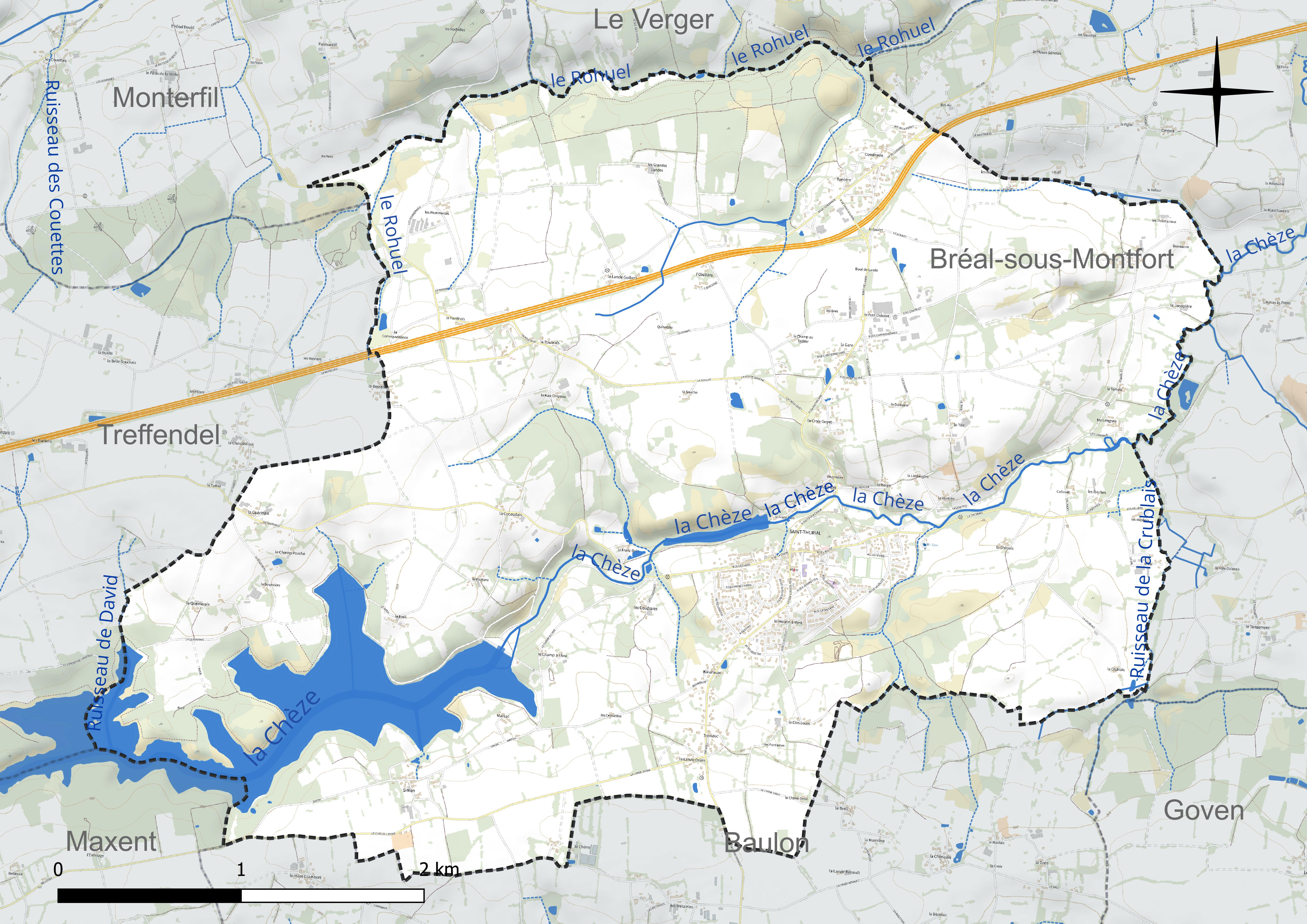
Réseau hydrographique de Saint-Thurial.

#### Zones humides et plans d'eau
Un plan d'eau complète le réseau hydrographique : le plan d'eau du le barrage de la Chèze, d'une superficie totale de 158,1 ha (83 ha sur la commune),.
Le barrage de la Chèze, construit en 1975, est situé à 1,5 km du bourg de Saint-Thurial. Le réservoir d'eau mesure 7 km de long pour une surface de 220 hectares. Sa profondeur maximale est de 42 m. Cette eau est apportée à Rennes par 20 km de conduite enterrée d'un mètre de diamètre. Elle rejoint la station de pompage de Meu. Cette réserve permet d'alimenter en eau Rennes Métropole surtout pendant la période estivale.

### Climat
Pour des articles plus généraux, voir Climat de la Bretagne et Climat d'Ille-et-Vilaine.
En 2010, le climat de la commune est de type climat océanique altéré, selon une étude du CNRS s'appuyant sur une série de données couvrant la période 1971-2000. En 2020, Météo-France publie une typologie des climats de la France métropolitaine dans laquelle la commune est exposée à un climat océanique et est dans la région climatique Bretagne orientale et méridionale, Pays nantais, Vendée, caractérisée par une faible pluviométrie en été et une bonne insolation. Parallèlement l'observatoire de l'environnement en Bretagne publie en 2020 un zonage climatique de la région Bretagne, s'appuyant sur des données de Météo-France de 2009. La commune est, selon ce zonage, dans la zone « Intérieur Est », avec des hivers frais, des étés chauds et des pluies modérées.
Pour la période 1971-2000, la température annuelle moyenne est de 11,5 °C, avec une amplitude thermique annuelle de 12,9 °C. Le cumul annuel moyen de précipitations est de 737 mm, avec 11,7 jours de précipitations en janvier et 6,3 jours en juillet. Pour la période 1991-2020, la température moyenne annuelle observée sur la station météorologique la plus proche, située sur la commune du Rheu à 13 km à vol d'oiseau, est de 12,2 °C et le cumul annuel moyen de précipitations est de 720,4 mm,. Pour l'avenir, les paramètres climatiques de la commune estimés pour 2050 selon différents scénarios d'émission de gaz à effet de serre sont consultables sur un site dédié publié par Météo-France en novembre 2022.

## Urbanisme

### Typologie
Au 1er janvier 2024, Saint-Thurial est catégorisée bourg rural, selon la nouvelle grille communale de densité à sept niveaux définie par l'Insee en 2022.
Elle est située hors unité urbaine. Par ailleurs la commune fait partie de l'aire d'attraction de Rennes, dont elle est une commune de la couronne,. Cette aire, qui regroupe 183 communes, est catégorisée dans les aires de 700 000 habitants ou plus (hors Paris),.

### Occupation des sols
L'occupation des sols de la commune, telle qu'elle ressort de la base de données européenne d'occupation biophysique des sols Corine Land Cover (CLC), est marquée par l'importance des territoires agricoles (74,5 % en 2018), une proportion sensiblement équivalente à celle de 1990 (74,9 %). La répartition détaillée en 2018 est la suivante :
zones agricoles hétérogènes (56,8 %), terres arables (13,3 %), forêts (10,2 %), zones urbanisées (7,6 %), eaux continentales (4,4 %), prairies (4,3 %), milieux à végétation arbustive et/ou herbacée (3,4 %). L'évolution de l'occupation des sols de la commune et de ses infrastructures peut être observée sur les différentes représentations cartographiques du territoire : la carte de Cassini (XVIIIe siècle), la carte d'état-major (1820-1866) et les cartes ou photos aériennes de l'IGN pour la période actuelle (1950 à aujourd'hui).

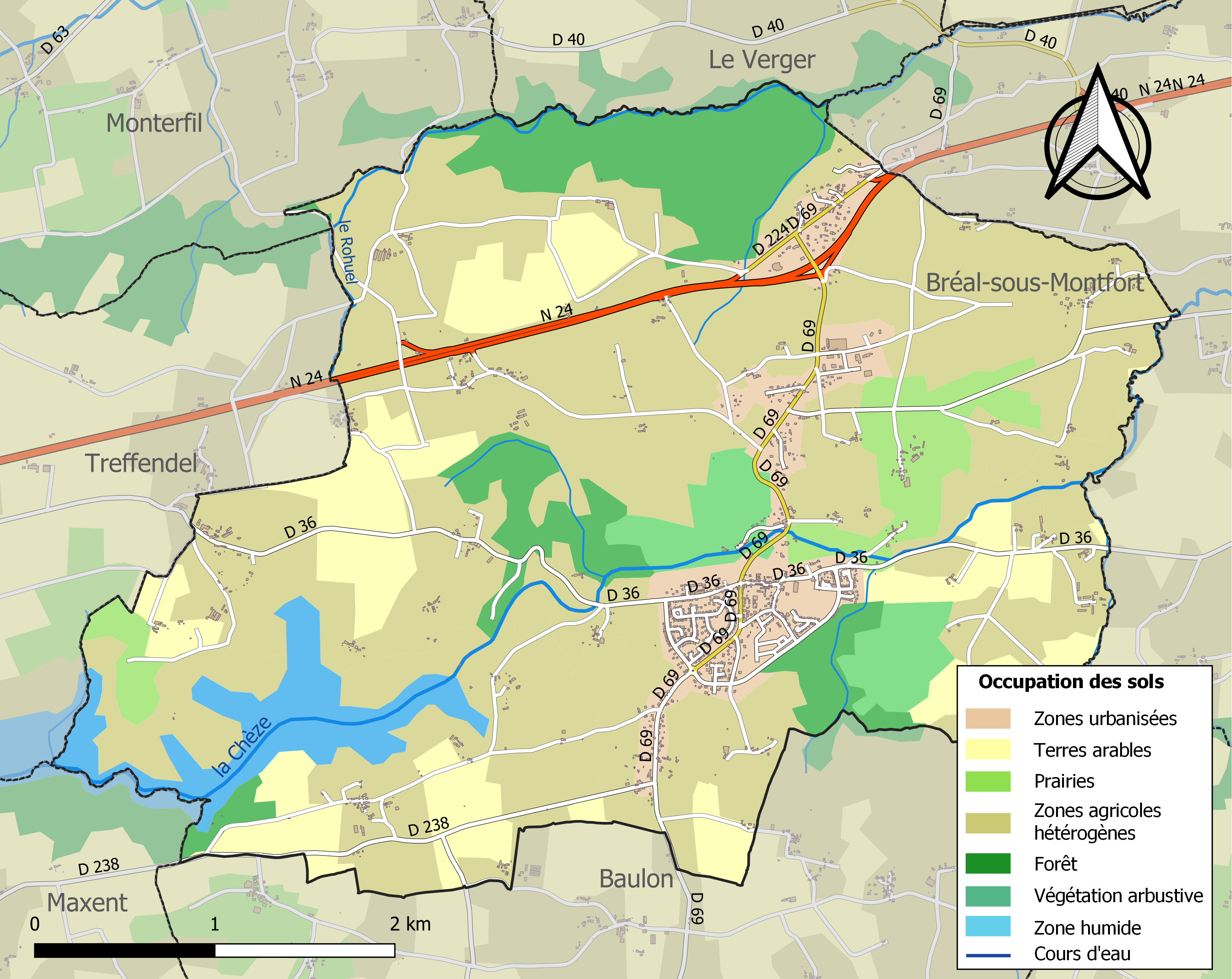
Carte des infrastructures et de l'occupation des sols de la commune en 2018 (CLC).

## Toponymie
Le nom de la localité est attesté sous la forme Sancti Turiavi en 1202.
Du nom d'un saint d'origine bretonne Turiaf, autrement connu comme saint Turiau, latinisé en Turiavus.
La finale -af a fait place à -al par influence des noms terminés par -al dans les environs, notamment Bréal-sous-Montfort à côté.
On retrouve ce nom de saint dans deux autres communes de Bretagne : Saint-Thuriau et Saint-Thurien, ainsi qu'une commune de Normandie, Saint-Thurien située dans l'Eure, près de l'ancienne exemption de Dol.
Saint-Theuryal en gallo.
Le nom du village de Cossinade est attesté sous les formes Coessinadre en 1407, Cocynadre au XVe siècle et pourrait procéder du vieux breton CoetCinadr.

## Histoire
Les vestiges d'une villa gallo-romaine ont été mis au jour au lieu-dit de la Bouexière.
Une foire se tenait autrefois à Saint-Thurial à la Saint-Eutrope le 30 avril.

## Héraldique
| Blason de Saint-Thurial | Blason  | D'azur à une croix archiépiscopale tréflée terrassée d'argent, soutenue par deux chèvres affrontées du même. |
| Blason de Saint-Thurial | Détails | Le statut officiel du blason reste à déterminer.                                                             |

## Politique et administration

### Liste des maires

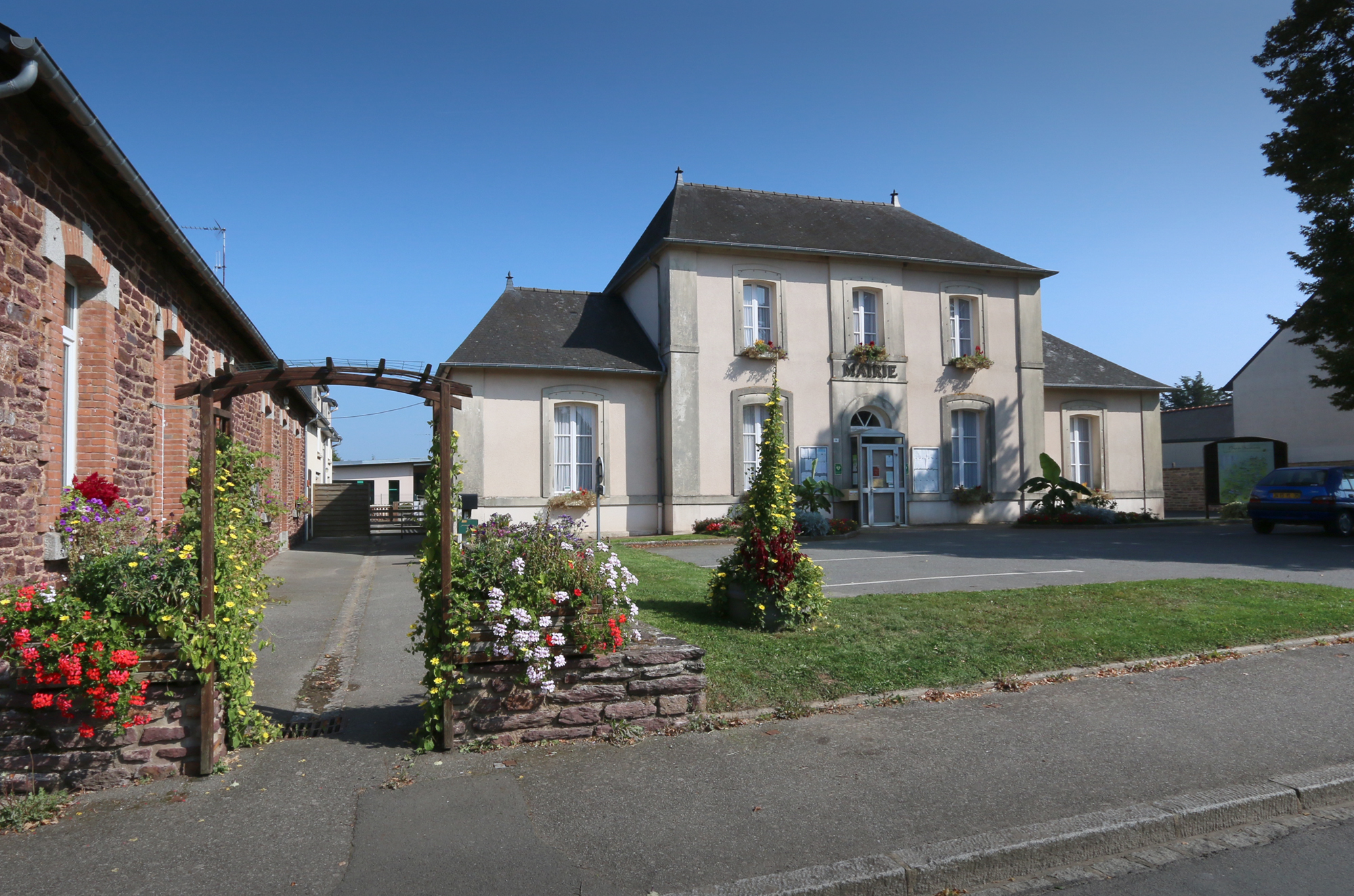
Mairie de Saint-Thurial.

| Période                                  | Période                  | Identité              | Étiquette | Qualité |
| ---------------------------------------- | ------------------------ | --------------------- | --------- | --- |
| Les données manquantes sont à compléter. |                          |                       |           | |
| ca. 1938                                 |                          | François Robin        |           | |
| 1947                                     | août 1973                | Lucien Jéhannin       | SFIO      | Réélu en 1965 et 1971                                                                                            |
| août 1973                                | septembre 1982 (décès)   | Victor Soufflet       |           | Chef de chantier                                                                                                 |
| octobre 1982                             | mars 1989                | Jean-Claude Bourgeois |           | Cadre technique Adjoint au maire (1977 → 1982)                                                                   |
| mars 1989                                | mars 2001                | René Barbedor         |           | Artisan |
| mars 2001                                | mars 2014                | Xavier Rolland        | DVD       | Retraité de l'agriculture                                                                                        |
| mars 2014                                | juillet 2014 (démission) | Auguste Thésée        |           | Cadre commercial retraité                                                                                        |
| juillet 2014                             | En cours                 | David Moizan          | SE        | Fonctionnaire territorial 4e vice-président de la CC de Brocéliande (2020 → 2022) Réélu pour le mandat 2020-2026 |

## Lieux et monuments

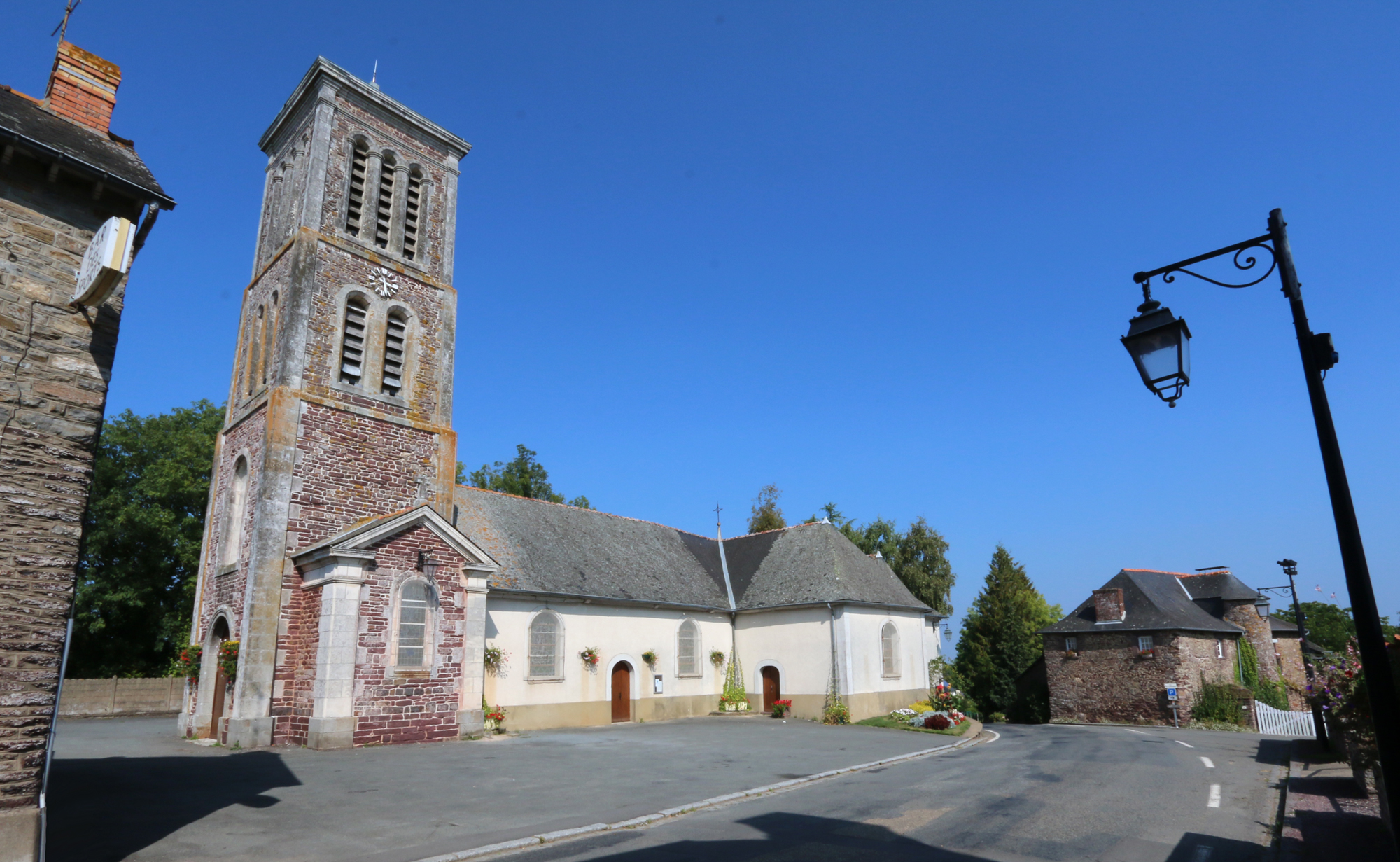
Église paroissiale Saint-Thurial.
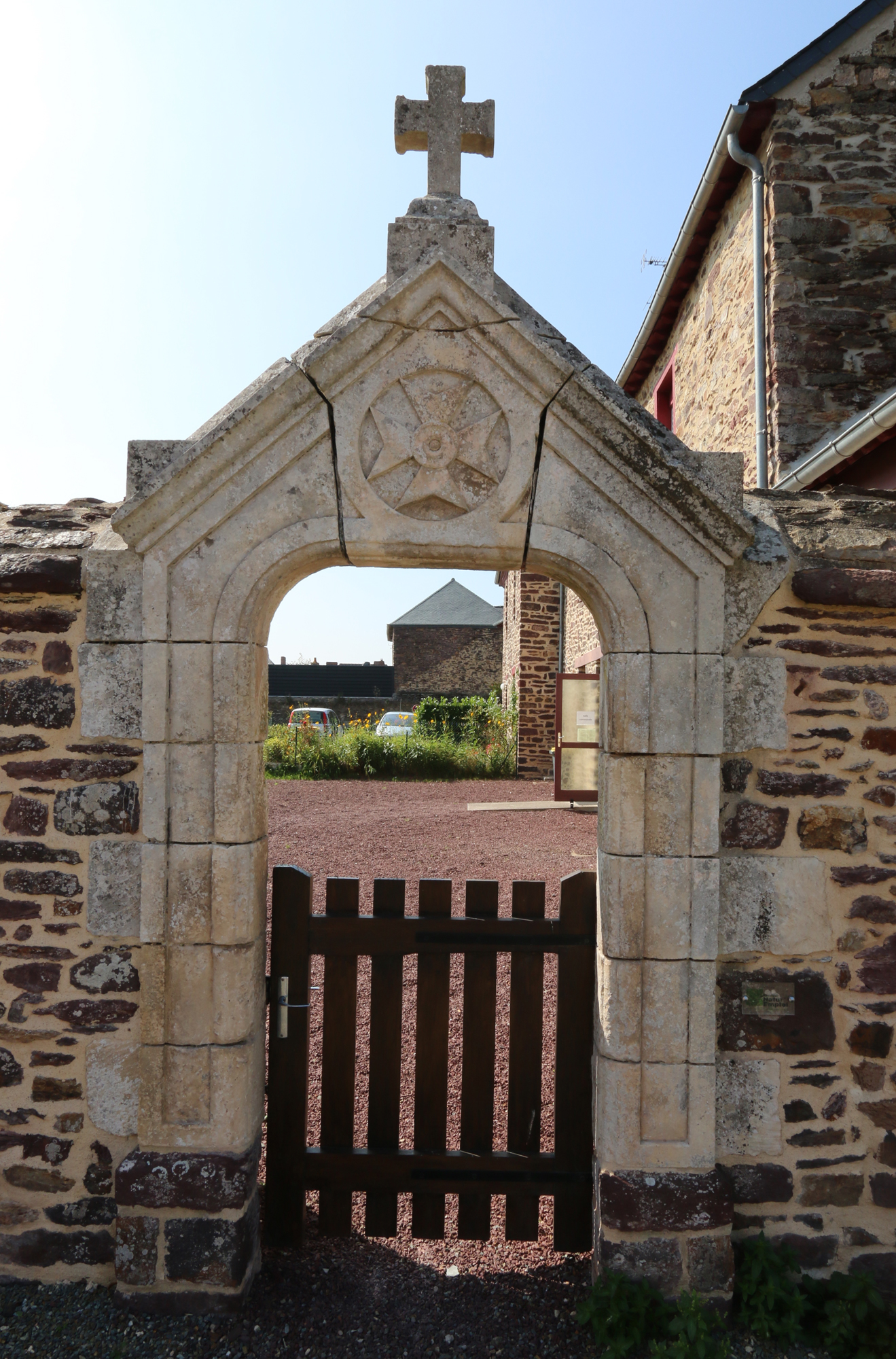
La porte à Saint-Thurial.
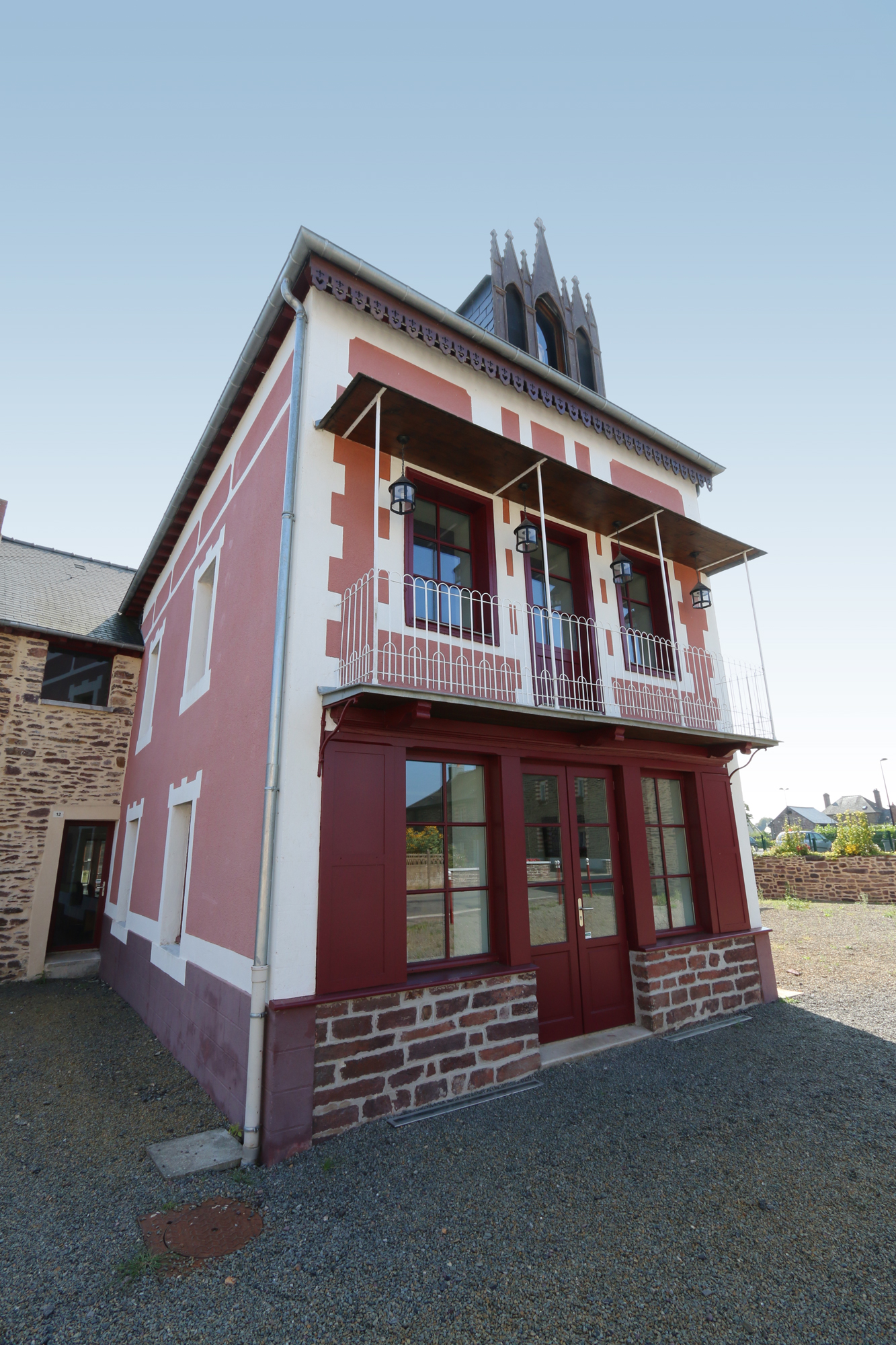
La maison à boutique.
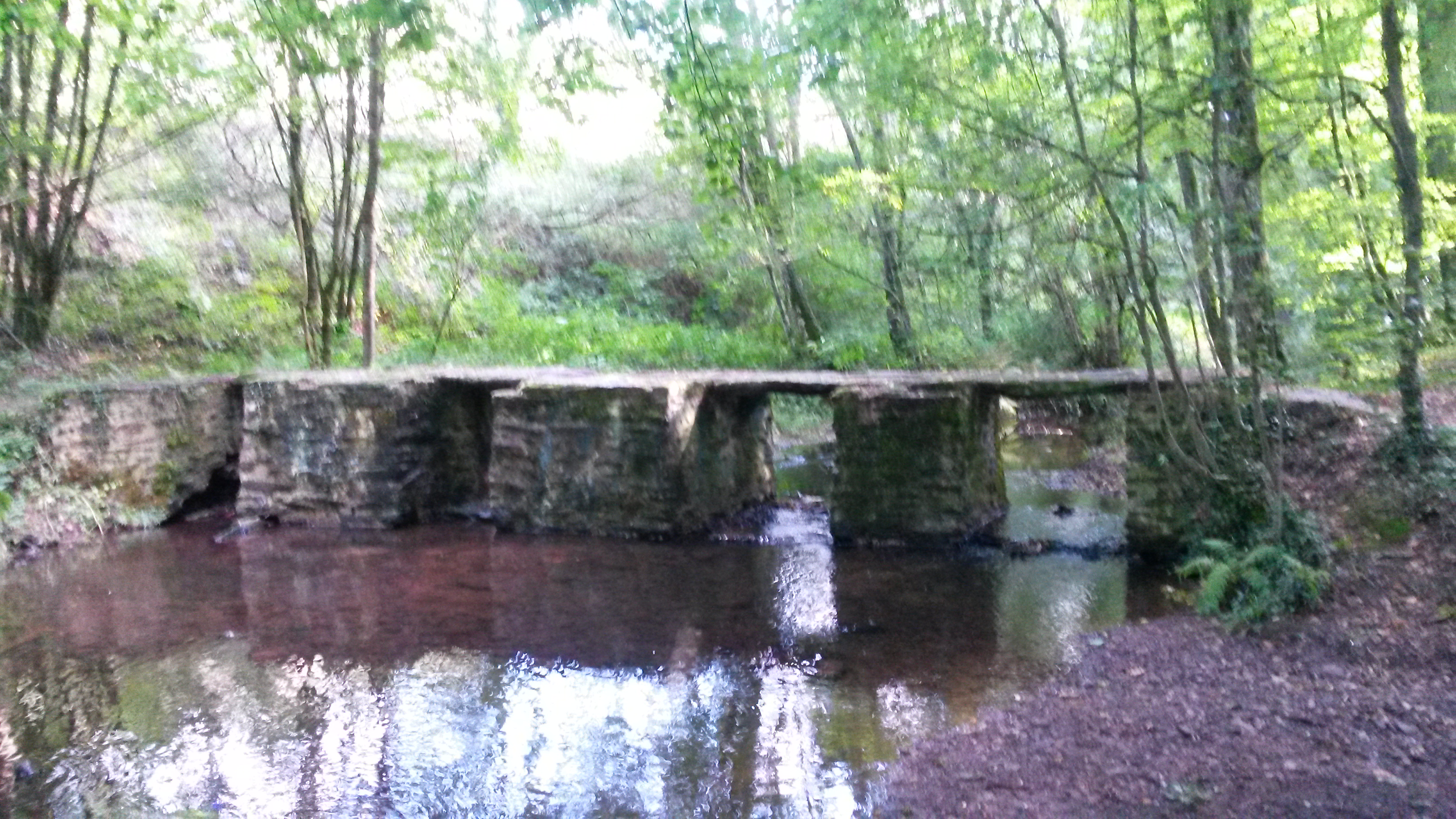
Pont dit romain (âge difficilement déterminable)
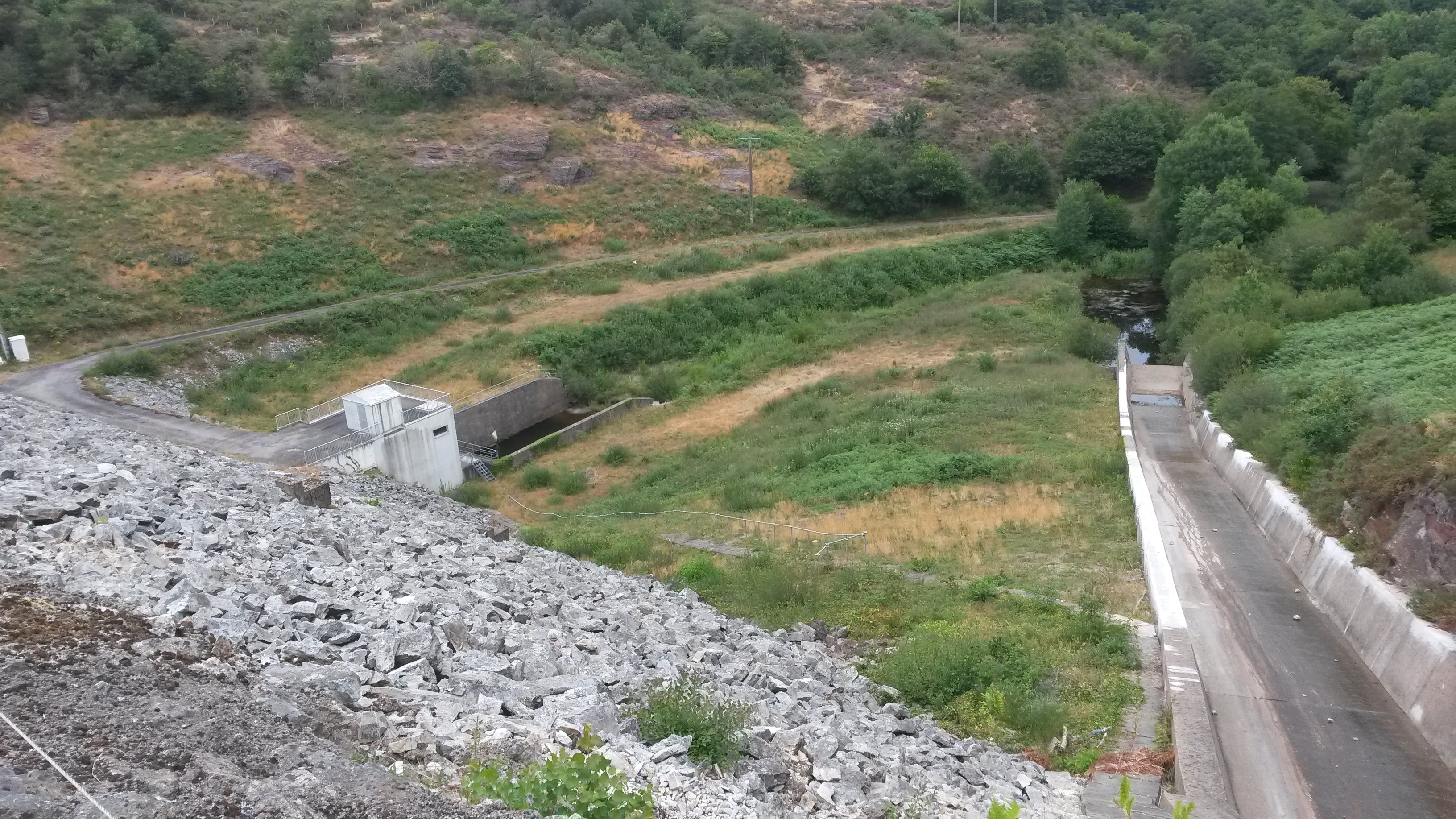
Barrage de la Chèze

### Patrimoine naturel
Du point de vue de la richesse de la flore, en partie en raison de la présence de calcaire, Saint-Thurial fait partie des communes du département possédant dans leurs différents biotopes le plus de taxons, soit 562 pour une moyenne communale de 348 taxons et un total départemental de 1373 taxons (118 familles). On compte notamment 34 taxons à forte valeur patrimoniale (total de 207) ; 15 taxons protégés et 27 appartenant à la liste rouge du Massif armoricain (total départemental de 237).

## Personnalités liées à la commune
- Pierre Thézé, sculpteur, prix de Rome en 1945.
- Pierre Aubin, peintre.
- Pierre Chevillard, sculpteurs des mille saints.
- Victor Renaud, écrivain-jardinier.

## Démographie
L'évolution du nombre d'habitants est connue à travers les recensements de la population effectués dans la commune depuis 1793. Pour les communes de moins de 10 000 habitants, une enquête de recensement portant sur toute la population est réalisée tous les cinq ans, les populations de référence des années intermédiaires étant quant à elles estimées par interpolation ou extrapolation. Pour la commune, le premier recensement exhaustif entrant dans le cadre du nouveau dispositif a été réalisé en 2004.

En 2022, la commune comptait 2 165 habitants, en évolution de +4,64 % par rapport à 2016 (Ille-et-Vilaine : +5,46 %, France hors Mayotte : +2,11 %).
| 1793 | 1800 | 1806 | 1821 | 1831 | 1836 | 1841 | 1846 | 1851 |
| ---- | ---- | ---- | ---- | ---- | ---- | ---- | ---- | ---- |
| 936  | 982  | 938  | 874  | 973  | 930  | 979  | 965  | 948  |

| 1856 | 1861 | 1866 | 1872  | 1876  | 1881  | 1886 | 1891  | 1896  |
| ---- | ---- | ---- | ----- | ----- | ----- | ---- | ----- | ----- |
| 934  | 952  | 957  | 1 002 | 1 015 | 1 041 | 998  | 1 012 | 1 020 |

| 1901  | 1906  | 1911  | 1921 | 1926 | 1931 | 1936 | 1946 | 1954 |
| ----- | ----- | ----- | ---- | ---- | ---- | ---- | ---- | ---- |
| 1 030 | 1 032 | 1 023 | 948  | 996  | 958  | 939  | 765  | 728  |

| 1962 | 1968 | 1975 | 1982  | 1990  | 1999  | 2004  | 2006  | 2009  |
| ---- | ---- | ---- | ----- | ----- | ----- | ----- | ----- | ----- |
| 727  | 749  | 772  | 1 020 | 1 273 | 1 485 | 1 718 | 1 779 | 1 880 |

| 2014  | 2019  | 2022  | - | - | - | - | - | - |
| ----- | ----- | ----- | - | - | - | - | - | - |
| 2 078 | 2 114 | 2 165 | - | - | - | - | - | - |

## Sports
La commune de Saint-Thurial possède plusieurs associations sportives dont le club VTT Saint-Thurial Brocéliande, qui propose notamment du VTT trial.